# 수원KT소닉붐아레나
수원KT소닉붐아레나는 대한민국 경기도 수원시 권선구 금곡동에 위치한 체육관이다.
과거 WKBL 수원 OK저축은행 읏샷 여자프로농구단의 홈 경기장으로 2018-2019 1시즌 동안 이용되었고, 2021-2022 시즌부터 KBL 수원 KT 소닉붐의 홈 경기장이다. 
kt 구단 측이 명명권을 사용해서 체육관 이름을 '수원KT소닉붐아레나'로 변경했다.

## 같이 보기
- 수원KT위즈파크